# Juan Cáceres (piloto)
Juan Ignacio Cáceres (Punta del Este, 1 de maio de 1984) é um ex-automobilista uruguaio.

## Carreira
Depois de competir em categorias de pequena expressão (Fórmula Honda, Fórmula R/T 2000 Dodge, Fórmula Renault italiana e Fórmula Súper Renault) entre 1999 e 2002, Cáceres despontou no automobilismo em 2003, quando venceu o campeonato de Fórmula BMW Junior Cup de Espanha e Portugal. Em 2004, correu na Fórmula 3 Espanhola.
Em 2005, participa da Fórmula 3000 Italiana pela equipe GP Racing, e termina a temporada em 5º lugar, o que rendeu a ele um teste na equipe Minardi, que estava deixando a Fórmula 1, em novembro do mesmo ano. Além do uruguaio, foram escalados os italianos Luca Filippi e Davide Rigon, a inglesa Katherine Legge, o espanhol Roldán Rodríguez e o israelense Chanoch Nissany, o mais velho dos 6 pilotos (42 anos). Até hoje, Fufi (como é conhecido) é o último representante de seu país a guiar um carro da principal categoria do automobilismo.

## Única prova na Champ Car e carreira no automobilismo argentino
Tendo permanecido na F-3000 Italiana (rebatizada como Euroseries 3000) até a rodada-dupla de Silverstone, Cáceres disputou o GP de Elkhart-Lake da Champ Car em 2006, obtendo um 15º lugar, marcando 6 pontos e encerrando a temporada em último lugar.
Entre 2007 e 2010, competiu no TC2000 e na Top Race V6, principais categorias do automobilismo argentino, antes de sua aposentadoria. Depois de pendurar o capacete, ele trabalhou como instrutor de pilotagem, piloto de testes da revista Car and Driver na Espanha, colunista e comentarista esportivo.